# Wichita Falls Motor Company

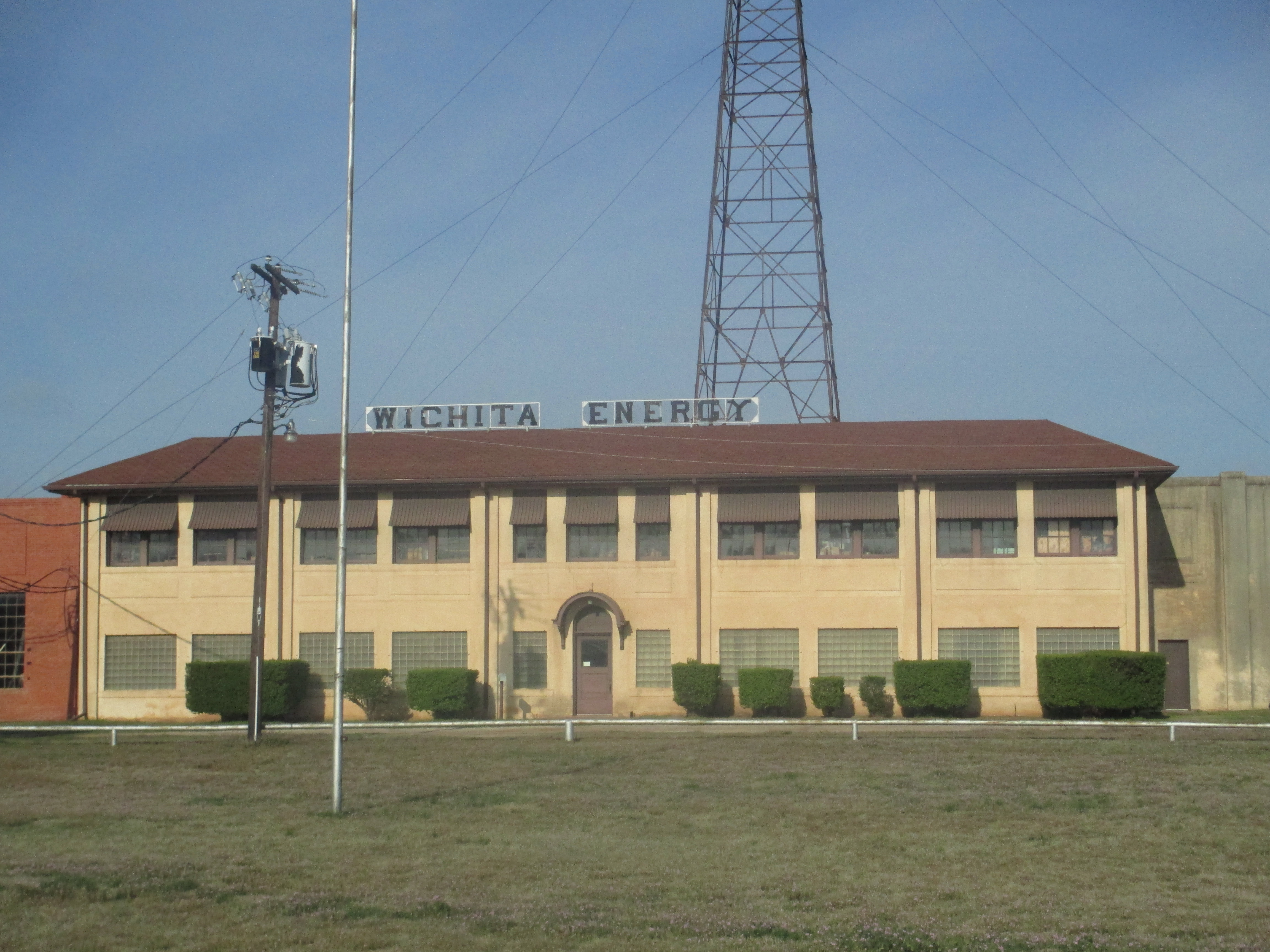
Das Gebäude im Jahr 2013, inzwischen von Wichita Energy genutzt

Wichita Falls Motor Company war ein US-amerikanischer Hersteller von Kraftfahrzeugen aus Texas. Das Unternehmen wird leicht mit der Wichita Motor Company verwechselt.

## Unternehmensgeschichte
Joseph Kemp gründete 1911 das Unternehmen in Wichita Falls. Es stellte hauptsächlich Nutzfahrzeuge her und gilt als der größte Kfz-Hersteller in Texas. Zwischen 1920 und 1921 entstanden auch Personenkraftwagen. Der Markenname lautete Wichita. 1932 endete die Lkw-Produktion.

## Fahrzeuge
Das einzige Pkw-Modell war der 50 HP. Er hatte einen Vierzylindermotor mit 50 PS Leistung. Das Fahrgestell hatte 323 cm Radstand. Der Aufbau wurde als Utility bezeichnet. Er bot Platz für drei Personen. Die Zuladung war mit etwa 450 kg angegeben.
Die Lastkraftwagen waren mit 1 bis 5 Tonnen angegeben. Viele wurden in der Landwirtschaft in den Südstaaten eingesetzt.